# エーベルハルト・ギンガー
エーベルハルト・ギンガー(ドイツ語: Eberhard Gienger, 1951年7月21日 - )は、ドイツの政治家(CDU:ドイツキリスト教民主同盟)で西ドイツの元体操選手。 
1972年ミュンヘンオリンピックと1976年モントリオールオリンピックに出場し、モントリオールオリンピックでは銅メダルを獲得した。

## 体操選手の経歴
1971年から1981年までの体操のキャリアで、ギンガーは36のドイツ選手権タイトルを獲得した。
1974年の世界選手権種目別鉄棒で金メダルを獲得した。世界選手権で金メダル1個と銀メダル3個を獲得し、ヨーロッパ選手権で金メダル3個、銀メダル2個、銅メダル2個、オリンピックでは銅メダル1個を獲得した。
これらの功績により、1974年と1978年にドイツのスポーツマンオブザイヤーに選出された。
鉄棒と段違い平行棒の技「ギンガー」（Gienger salto懸垂前振り、後方屈身宙返りひねり懸垂）を開発した。

## 政治の経歴
ギンガーは1986年から2006年までドイツ国内オリンピック委員会のメンバーであり、2006年からその後継組織である
Deutscher Olympischer Sportbundの副会長を務めている。
2001年に政界に入り、ドイツキリスト教民主同盟のメンバーになった。2002年ドイツ連邦議会選挙で、ドイツ連邦議会議員となり、ドイツ南部のバーデン＝ヴュルテンベルク州のNeckar-Zaber選挙区を代表している。議会では、スポーツ委員会と教育研究技術評価委員会の委員を務めていた。
2020年2月、2021年ドイツ連邦議会選挙で再選を求めないと発表した。